# 仙台ゴスペル・フェスティバル
仙台ゴスペル・フェスティバル（せんだいゴスペル・フェスティバル）は、宮城県仙台市青葉区の勾当台公園と元鍛冶丁公園で開催されている人の歌声に特化した無料の街角屋外音楽祭である。公式略称は「ゴスフェス」。近年は11月中旬の土曜日に開催している。

## 概要
2002年（平成14年）、『ゴスペル精神の重要なキーワードである「感謝」を歌声で表す』との意味も含め、「感謝」の語が入っている祝日である勤労感謝の日に初開催した。しかし、仙台の晩秋は寒く、長時間の合唱で呼気から体温が奪われることもあり、開催時期が次第に早まっている。
ゴスペルソングを中心とした音楽祭であるが、必ずしも宗教音楽に特化したものではなく、一般の合唱曲も歌われる。オルガン、ピアノ、電子ピアノ、カラオケなどの伴奏、あるいはア・カペラで、数人から数十人のコーラスパフォーマンスが、仙台市中心部各地で同時に行われる。
初期の頃は勾当台公園・野外音楽堂でも開催されていたが、楽器を使わない「歌声の祭典」という特性から、現在は合唱団体（以下「クワイア」）と観客の距離が近くなるよう工夫がなされている。すなわち、特別なステージセットは組まれず、クワイアと観衆とは道端の同じ高さに立ち、垣根も無い。観衆に簡単な歌詞カードを配って、観衆と一体となって歌うクワイアもある。そのため、仙台市都心部で行われる数ある無料の街角野外音楽祭の内、出演者と観客の間が最も近い音楽祭とも言える。
定禅寺ストリートジャズフェスティバル（1991年〜）のフォーマットに倣い、「市民・ボランティアが中心となって開催する無料の街角野外音楽祭」という開催形式である。

## ステージ
現在は、JR仙台駅から歩行者専用道路のアーケード街である中央通りおよび一番町を経て、勾当台公園・円形広場に至る観衆の動線を想定し、歌声による回廊を作り出す配置になっている。また、定刻（13:00）には全てのステージで同時に「オー・ハッピー・デイ」が歌われ、擬似的に街中に広がった1つのクワイアが1つの曲で街を包み込む。
ストリートステージ終了後のフィナーレでは、集まったクワイアと観衆で大合唱がなされる。2008年は、公募で200人のゴスペル・マスクワイア（大合唱団）を組織し、フィナーレを締め括る企画もある。
2008年
- ストリートステージ（11:30〜17:00頃）9ヶ所
  - 仙台パルコ前（JR仙台駅西口ペデストリアンデッキ）
  - 中央通り（アーケード）2ヶ所
  - 一番町（アーケード）4ヶ所
  - 勾当台公園・円形広場
  - 勾当台公園・市民広場
- フィナーレ（17:00〜18:30）
  - 勾当台公園・市民広場

## 沿革

### 仙台ゴスペル・フェスティバル
| 回 | 年     | 月日     | 参加 | 参加  | ステージ   | ステージ   | フィナーレの場所                                      |
| 回 | 年     | 月日     | 団体 | 人数  | ストリート | フィナーレ |                                                       |
| -- | ------ | -------- | ---- | ----- | ---------- | ---------- | ----------------------------------------------------- |
| 1  | 2002年 | 11月23日 |      |       |            |            |                                                       |
| 2  | 2003年 | 11月22日 |      |       |            |            |                                                       |
| 3  | 2004年 | 11月23日 |      |       |            |            |                                                       |
| 4  | 2005年 | 11月19日 |      |       |            |            |                                                       |
| 5  | 2006年 | 11月18日 | 54   | 600人 | 7ヶ所      | 2ヶ所      | 勾当台公園・円形広場 JR仙台駅西口ペデストリアンデッキ |
| 6  | 2007年 | 11月17日 |      |       |            |            |                                                       |
| 7  | 2008年 | 11月15日 | 60   | 680人 | 9ヶ所      | 1ヶ所      | 勾当台公園・市民広場                                  |
| 8  | 2009年 | 11月14日 |      |       |            |            |                                                       |

### その他
- 2008年の活動履歴（無料イベントのみ）
  - 2月23日11:00-17:20 『仙台空港音楽広場』（タイアップステージを14:00-15:30に開催）
  - 7月27日16:00-17:00 『一番町商店街青年部イベント』（仙台三越前）
  - 8月2日11:00-17:00 『ゴスフェス@一番町商店街』
  - 8月6日〜8日 『ゴスフェス@仙台七夕まつり』
  - 10月1日 「仙台・宮城デスティネーションキャンペーン」オープニングセレモニー
  - 10月4日・5日 「仙台・宮城デスティネーションキャンペーン」キックオフイベント
  - 11月2日 『愛♥地球フォーラム in YAMAGATA[2]』仙台ゴスペル・フェスティバル presents ゴスペルコンサート
  - 11月15日 『仙台ゴスペル・フェスティバル』

## その他
- 後日、「仙台ゴスペル・フェスティバル」フォトコンテストが開催されている。

## メディア
2006年の例
- 11月22日18:00〜18:30（ラジオ3）ストリートライヴの模様を放送。
- 11月27日20:00〜（fmいずみ）勾当台公園・円形広場ファイナルライヴの模様を放送。
- 11月29日18:00〜18:30（ラジオ3）仙台駅ファイナルライヴの模様を放送。

2008年の例
- 『GOSPEL Makes You Happy!』（ラジオ3。10月8日から毎週水曜18:00〜18:30）